# Hans Helwig
Hans Helwig, född 25 september 1881 i Hemsbach, död där 24 augusti 1952, var en tysk politiker, Brigadeführer och koncentrationslägerkommendant. 

## Biografi
År 1927 inträdde Helwig i Nationalsocialistiska tyska arbetarepartiet (NSDAP) och två år senare i Schutzstaffel (SS). Helwig var kommendant i koncentrationslägret Lichtenburg från 1936 till 1937 och i Sachenhausen från 1937 till 1938.